# Fasci italiani di combattimento
Fasci Italiani di Combattimento (FIC; dobesedno italijanski bojevniški snopi) ali v prostem prevodu Italijanska zveza bojevnikov je bilo italijansko politično gibanje, ki ga je ustvaril Mussolini po 1. svetovni vojni in je delovalo od leta 1919 odo 1921, ko se je preoblikovalo v Fašistično nacionalno stranko. Ime fasci di combattimento (= bojni snopi) je ostalo za osebje lokalnih edinic stranke, tako imenovanih case del fascio (= domovi snopa). Med drugo svetovno vojno so fasci di combattimento predstavljali skrajno vejo stranke in so se zapisali tudi v slovensko zgodovino kot predstavniki in izvajalci najhujših oblik fašističnega nasilja.

## Zgodovina

### Ustanovitev njene predhodnice
Fasci d'Azione Rivoluzionaria (FAR), predhodnica FIC, je bila ustanovljena z združitvijo dveh gibanj: Fasci d'Azione Internazionalista in prvotne Fasci Autonomi d'Azione Rivoluzionaria 11. decembra 1914, potem ko se je zaradi stališč o poteku 1. svetovne vojne razšla s Socialistično stranko Italije. Leta 1915 so se člani Fascia uradno poimenovali kot "fašisti". Odpovedali so se marksizmu vendar ob tem zatrdili, da podpirajo socializem, pri čemer so na naslovni strani svojega časopisa Il Popolo d'Italia uporabili znani citat francoskega socialista Blanquija »Kdor ima železo, ima kruh«. Republikansko usmerjeni fašistični voditelj Benito Mussolini je govoril o svoji želji, da bo vojna verjetno videla še nekaj malega kron, padlih na koščke. Aprila 1915 je obtožila italijanskega kralja Viktorja Emanuela III., da je pronemški "Filistejec", obtožil ga je tujstva in zatorej nevtralnega.

### Konsolidacija
Ob Mussolinijevi podpori italijanskemu posredovanju v odvijajoči se 1. svetovni vojni je steanka pridobila več finančnih sredstev od italijanske tovarne orožja Ansaldo in ostalih podjetij. Leta 1917 je Mussolinija prav tako podprla angleška vojaško-obveščevalna služba, ki ga je plačevala po 100 funtov tedensko; ta pomoč naj bi bila avtorizirana pod sir Samuelom Hoareom. Ne glede na finančno pomoč, ki jo je Mussolini dobival za svoja prointervencionistična stališča, so njegovi socilaistični kritiki menili, da Mussolini lahko piše v svojem časopisu Il Popolo d'Italia karkoli hoče, brez predhodnjih sankcij finančnih podpornikov.
Prvo srečanje Fasci d'Azione Rivoluzionaria se je odvijalo 24. januarja 1915. Na njenm je Mussolini sporočil, da je neobhodna za Evropo rešitev njenih nacionalnih problemov, vključno z državnimi mejami, tako Italije kot drugje, za ideale pravice in svobode, po katerih morajo zatirani narodi težiti, za pravico pripadati tistim nacionalnim skupnostim, iz katerih so izšli. Sredi razprave o vprašanju iredentizma je Mussolini po poročilih članov opomnil, da je bilo težko vprašanje iredentizma zastavleno in rešeno v dometu idealov socializma in svobode, ki pa ne izključujejo varovanja pozitivnih nacionalnih interesov.
Marca 1915 je Mussolini razglasil iredentistično stališče do Trsta, v katerem je poudaril, da Trst mora biti in tudi bo italijansko preko vojne z Avstrijci in, če bo potrebno, proti Slovanom. V članku iz dne 6. aprila 1915 je naslovil stališče nasproti Dalmaciji, trdeč da si Italija ne sme priključiti celotne Dalmacije zaradi zahtev, ki jih ima večina italijansko govorečih prebivalcev, da ni zadosti dober razlog zahtevku ekskluzivne posesti "celotne" Dalmacije. Podprl pa je priključitev velikega dela Dalmacije vključno s celotim otočjem Italiji.
Na člane stranke so imeli ideološki vpliv poleg Mussolinija tudi drugi, npr. Prezzolini, ki je bil pred tem član italijanskega nacionalističnega združenja. Navdušen nad Mussolinijem se je proti koncu leta 1914 pridružil časopisu Il Popolo d'Italia in pisal zanj.
11. aprila 1915, v času intervencionistične demonstracije, soočene z nevtralnimi člani italijanske socialistične stranke, je bil ob posredovanju državne policije ubit človek, imenovan nedolžni Marcora. Intervencionisti in nevtralisti, ogorčeni ob tem dogodku so se udeležili skupne nevtralistično intervencionitične prekinitve dela.

### Nastanek Fasci Italiani di Combattimento
7. januarja 1919 je Mario Carli, blizu ultranacionalistom, v Rimu ustanovil prvo združenje arditov, sestavljenih iz italijanskih udarnih čet 1. svetovne vojne, mnogo obsojencev.Le nekoliko dni zatem je bilo v Milanu ustanovljeno drugo združenje arditov, okoli futurističnega pesnika Marinettija in kapetana napadalnih enot Vecchija. Te različne skupine vojnih veteranov so se konec januarja združile na državnem nivoju.
Kot del ustanovitev novonastalih nacinalističnih združenj je Mussolini s svojm časopisom 21. marca 1919 v Milanu organiziral srečanje, ki se ga je udeležilo 60 ljudi. Cilj je bil ustvariti pogled antiparlamentarizma, poteza, ki bi zagotovila revolucionarni navdih vojne, zvesta intervencionizmu. Srečanje je bilo heterogeno, od arditov Ferruccia Vecchija, preko anarhosindikalistov, ki jih je privlačila revolucionarna frazeologija, do levih intervencionistov, ki so se prepoznali v osebi Mussolinija. Srečanje je dalo rojstvo milanskemu Fasci di combattimento, v pisarnah Mussolinija, Vecchija in Bianchija, voditelja anarhosindikalne italijanske delavske zveze Unione Italiana del Lavoro (UIL), izključenega iz italijanske sindikalne zveze zaradi svojih intervencionističnih stališč med vojno.
Dva dni kasneje je gibanje zavzelo državne razsežnosti, ko je bila v prostorih Kroga gospodarsko trgovinskih interesov na Trgu Božjega groba v Milanu sklicana skupščina, kateri se je odzvalo 119 ljudi. Med njimi so bili predstavniki futurističnega gibanja Mario Carli, Marinetti in Giuseppe Bottai, nadalje Musolini, Italo Balbo, Cesare Maria De Vecchi, Emilio De Bono in Michele Bianchi, bodoči kvadrumvirat pohoda na Rim, kot tudi Roberto Farinacci, bodoči sekretar Fašistične nacionalne stranke. Na viharnem srečanju ob sprejetju programa je bil ustanovljen Fasci italiani di combattimento. Program San Sepolcro, ki je sprožil osnove fašizma, je bil objavljen junija v časopisu Il popolo d'Italia..
Novembra 1919 je Musolini za volitve objavil fašistično listo, na kateri so bili Marinetti, vodja orkestra Toscanini, kot tudi antiklerikalci in arditi. Lista je dobila zgolj 4795 glasov nasproti 170 tisoč glasovom za Socialistično stranko in 74 tisoč glasovom katoliške Ljudske stranke Luigija Sturza Med proslavljanjem zmage socialistov so arditi izvedli bombni napad na udeležence in pri tem ranili devet ljudi. Mussolini je bil aretiran sledcč raciji na sedeču svojega časopisa, vendar že po 48 urah izpuščen na prostost po intervenciji senatorja Albertinija, direktorja Corriere della Sera.
Stranka je tako do poletja 1920 ostajala skupina oboroženih agitatorjev, kljub demagogiji brez uspeha pridobivanja množic.

### Zavezništvo z desnico, nastanek Fašistične nacionalne stranke
Ob vseh teh porazih je Mussolini razmišljal celo o selitvi v Združene države, vendar mu je nacionalistična agitacija po okupaciji po vojni nastale Reške države s strani Gabriela d'Anunzia omogočila spodbuditi ardite na pohod na Rim, medtem ko je odvračal d'Anunzia, da to stori sam.
Leto 1920 je strankih prehod na desnico. Prvi fašisti so bili večinoma pripadniki levega intervencionizma, z letom 1920 pa so začeli pridobivati ljudi male in srednje buržoazije. Fašistično gibanje je bilo podvrženo mutaciji, ki je, po Pierru Milzi, proučevalcu italijanskega fašizma, nova in označuje konec pozicioniranja stranke na levici in prehod k desno-krilni politiki, ki ni toliko odmik od marksizma in označitve socialistov za glavne sovražnike, kot to, da sprejema zavezništvo z desnico z namenom prekinitve revolucionarnega procesa.
Zavezništvo z desnico se je fašistom finančno in elektorsko izplačalo na volitvah maja 1921, ki so jim prinesle 35 sedežev, medtem ko so bili zastopani v 75-ih okrožjih. S tem jim je bil omogočen razvoj in kasneje postavitev pod zaščito skvadristov.   
9. novembra 1921 je bila stranka na svojem tretjem kongresu preoblikovana v Fašistično nacionalno stranko (Partito Nazionale Fascista, PNF).

## Ideologija
Stranka je bila močno povezana z Mazzinijevo politiko, sledila je odpovedovanju nereligioznemu, nemističnemu socializmu, osnovanemu na razrednem boju, zlasti pa na Mazzinijevi temi mobiliziranja ljudskih mas z osnovo na veri. Marca 1915 je Mussolini opisal Mazzinija in ostale italijanske domoljube, da so prebudili Italijane v "Risorgimentu", ki da so do tedaj bili le zaspani ljudje. Mussolini je tako kot Mazzini obtožil konvencionalne socialiste za dogmatične. Decembra 1914 je kritiziral socialistično stranko (PSI) zaradi njene povezanosti z marksizmom, za katerega je dejal, da je postal zastarel; naredil je seznam socialističnih osebnosti in jih rangiral od vrha občudovanja vrednih kot so bili Mazzini, Proudhon, Bakunin, Fourier in Saint-Simon, do Marxa na dnu seznama.Izjavil je, da on in ostali intervencionistični socialisti zahtevajo zavrženje Marxa in vrnitev k Mazziniju.

## Nacionalni kongresi
- 1. nacionalni kongres - Firenze, 9.-10. oktober 1919
- 2. nacionalni kongres - Milano, 24.-25. maj 1920
- 3. nacionalni kongres - Rim, 7.-10. november 1921